# Walki o Bolesławiec
Walki o Bolesławiec – starcie zbrojne mające miejsce 11 i 12 lutego 1945 między oddziałami Armii Czerwonej a Wehrmachtu, zakończone zdobyciem Bolesławce przez czerwonoarmistów, co było równoznaczne z zakończeniem w nim władzy reżimu III Rzeszy.

## Przebieg działań bojowych
W rejon Bolesławca jako pierwsza dotarła wieczorem 11 lutego 1945 roku radziecka 31 Dywizja Strzelecka dowodzona przez płk. Iwana Chilczewskiego. Walki o miasto toczyły się przez całą noc a uczestniczyli w niej czerwonoarmiści z 3 Gwardyjskiej Armii Pancernej dowodzonej przez gen. płk Pawła Rybałkę i 52 Armii dowodzonej przez gen. płk Konstantina Korotiejewa. Niemiecki garnizon po zaciekłych walkach ulicznych został pokonany w godzinach przedpołudniowych 12 lutego 1945 roku, tracąc wiele uzbrojenia i różnego rodzaju sprzętu wojskowego oraz magazyny z materiałami wojennymi. W czasie wymiany ognia między oddziałami niemieckimi a radzieckimi zniszczeniu uległo ponad 1400 budynków, tj. około 60% zabudowy miasta.

## Upamiętnienie
Wieczorem 12 lutego 1945 roku w Moskwie uczczono m.in. zdobycie Bolesławca 20 salwami armatnimi z 224 dział.
W okresie Polski Ludowej w parku miejskim przy ul. Armii Czerwonej w Bolesławcu wzniesiono Pomnik Wdzięczności Armii Radzieckiej dla upamiętnienia zdobycia Bolesławca przez żołnierzy radzieckich.